# Boatandslangen
Boatandslangen (Boaedon) zijn een geslacht van slangen uit de familie Lamprophiidae.

## Naam en indeling
De wetenschappelijke naam van de groep werd voor het eerst voorgesteld door André Marie Constant Duméril, Auguste Duméril en Gabriel Bibron in 1854. Er zijn achttien soorten maar het soortenaantal is recentelijk regelmatig veranderd. Zo zijn vijf soorten pas in 2016 beschreven en drie soorten zijn bekend sinds 2020. Een aantal soorten werd eerder tot het geslacht Lamprophis gerekend.

## Verspreiding en habitat
De slangen komen voor in delen van Afrika en leven in de landen Angola, Benin, Botswana, Burkina Faso, Centraal-Afrikaanse Republiek, Congo-Brazzaville, Congo-Kinshasa, Djibouti, Equatoriaal-Guinea, Ethiopië, Gabon, Gambia, Ghana, Guinee-Bissau, Guinee, Ivoorkust, Kameroen, Liberia, Mali, Marokko, Mauritanië, Mozambique, Namibië, Niger, Nigeria, Oeganda, Rwanda, Sao Tomé en Principe, Senegal, Sierra Leone, Soedan Somalië, Togo, Tsjaad, Zuid-Afrika, Zambia en Zimbabwe.
De habitat bestaat uit zowel droge als vochtige savannen, scrublands en draslanden. Ook in door de mens aangepaste streken zoals landelijke tuinen kunnen de dieren worden aangetroffen.

## Beschermingsstatus
Door de internationale natuurbeschermingsorganisatie IUCN is aan vijf soorten een beschermingsstatus toegewezen. De slangen worden beschouwd als 'veilig' (Least Concern of LC).

## Soorten
Het geslacht omvat de volgende soorten, met de auteur en het verspreidingsgebied.
| Naam                   | Auteur                                                                         | Verspreidingsgebied |
| ---------------------- | ------------------------------------------------------------------------------ | --- |
| Boaedon angolensis     | Bocage, 1895                                                                   | Angola |
| Boaedon bocagei        | Hallermann, Ceríaco, Schmitz, Ernst, Conradie, Verburgt, Marques & Bauer, 2020 | Angola |
| Boaedon branchi        | Hallermann, Ceríaco, Schmitz, Ernst, Conradie, Verburgt, Marques & Bauer, 2020 | Angola |
| Boaedon capensis       | Duméril, Bibron & Duméril, 1854                                                | Zuid-Afrika, Mozambique, Zambia, Zimbabwe, Botswana |
| Boaedon fradei         | Hallermann, Ceríaco, Schmitz, Ernst, Conradie, Verburgt, Marques & Bauer, 2020 | Angola, Zambia, Namibië, mogelijk in Botswana en Congo-Kinshasa |
| Boaedon fuliginosus    | Boie, 1827                                                                     | Marokko, Botswana, Zuid-Afrika, Mauritanië, Senegal, Guinee-Bissau, Burkina Faso, Togo, Benin, Sierra Leone, Niger, Nigeria, Kameroen, Tsjaad, Centraal-Afrikaanse Republiek, Mali, Gambia, Liberia, Ivoorkust, Ghana, Sao Tomé en Principe, Guinee |
| Boaedon lineatus       | Duméril, Bibron & Duméril, 1854                                                | Mali, Centraal-Afrikaanse Republiek, Kameroen, Congo-Kinshasa, Senegal, Gambia, Guinee-Bissau, Guinee, Burkina Faso, Ghana, Togo, Benin, Niger, Nigeria, Kameroen, Tsjaad, Sierra Leone, Liberia, Ivoorkust                                         |
| Boaedon littoralis     | Trape & Mediannikov, 2016                                                      | Congo-Brazzaville, Gabon |
| Boaedon longilineatus  | Trape & Mediannikov, 2016                                                      | Tsjaad, Kameroen |
| Boaedon maculatus      | Parker, 1932                                                                   | Somalië, Djibouti, Ethiopië |
| Boaedon olivaceus      | Duméril, 1856                                                                  | Oeganda, Rwanda, Angola, Congo-Kinshasa, Congo-Brazzaville, Gabon, Equatoriaal-Guinea, Kameroen, Nigeria, Togo, Ghana, Ivoorkust, Guinee, Liberia, Centraal-Afrikaanse Republiek, Sierra Leone                                                      |
| Boaedon paralineatus   | Trape & Mediannikov, 2016                                                      | Tsjaad, Centraal-Afrikaanse Republiek, Nigeria |
| Boaedon perisilvestris | Trape & Mediannikov, 2016                                                      | Tsjaad, Congo-Brazzaville, Centraal-Afrikaanse Republiek, Gabon, Kameroen, Nigeria, mogelijk in Congo-Kinshasa en Soedan |
| Boaedon radfordi       | Greenbaum, Portillo, Jackson & Kusamba, 2015                                   | Congo-Kinshasa, Oeganda |
| Boaedon subflavus      | Trape & Mediannikov, 2016                                                      | Tsjaad, Kameroen, Centraal-Afrikaanse Republiek, Soedan |
| Boaedon upembae        | Laurent, 1954                                                                  | Congo-Kinshasa |
| Boaedon variegatus     | Bocage, 1867                                                                   | Angola |
| Boaedon virgatus       | Hallowell, 1854                                                                | Guinee, Liberia, Ivoorkust, Ghana, Togo, Nigeria, Kameroen, Equatoriaal-Guinea, Gabon, Congo-Kinshasa, Congo-Brazzaville, Gambia, Sierra Leone, Sao Tomé en Principe, mogelijk in Benin                                                             |